# Хилсбъроу (Северна Ирландия)
Вижте пояснителната страница за други значения на Хилсбъроу.
Хилсбъроу (на ирландски: Cromghlinn; на английски: Hillsborough) е село в югоизточната част на Северна Ирландия. Разположено е в район Лисбърн на графство Даун на около 19 km югозападно от централната част на столицата Белфаст. Населението му е 3953 жители според данни от преброяването през 2011 г.